# هوجو سانه‌یاسو
هوجو سانه‌یاسو (به ژاپنی: 北条実泰); ۱ ژانویهٔ ۱۲۰۸ – ۲۹ اکتبر ۱۲۶۳) سیاستمدار، پسر هوجو یوشیتوکی؛ دومین شیکن از شوگون‌سالاری کاماکورا در ژاپن بود. وی برادر کوچکتر هوجو یاسوتوکی شیکن سوم بود. مادرش ایگا نو کاتا (زن اصلی) و دختر  ایگا تومومیتسو بود. او بنیان‌گذار خاندان هوجو (شاخه کانه‌ساوا) بود. پسر ارشد او هوجو سانه‌توکی بود.